# Eskilsø Kloster
Eskilsø Kloster lå på øen Eskilsø i Roskilde Fjord mellem Hornsherreds sydøstspids og Jyllinge på fjordens østkyst.

## Historie
Klosteret, der hørte under augustinerordenen, blev opført i 12. århundrede, og var viet til Sankt Thomas. Der findes ingen optegnelser for klosterets oprindelse, men det er sandsynligt at det blev stiftet af Eskil mens han var biskop i Roskilde 1134-1137. Tidslinjen underbygges af Biskop Asser, som inden sin udnævnelse til biskop i Roskilde i 1139 var blevet klosterviet på Eskilsø Kloster.
Munkene på klosteret var regulære kannikker, og foruden teologisk fordybelse havde de ansvar for driften af klosteret og dets ejendomme. Udover jordene på Eskilsø, som fortrinsvis brugtes til græsning, havde klosteret flere besiddelser i og omkring Jyllinge, herunder bl.a. Jyllinge Kirke, en vandmølle ved Værebro Å, samt hovgårde i Jyllinge og Gundsømagle. Kannikker fra klosteret forrettede gudstjenesterne i Jyllinge Kirke.
Som biskop for Roskilde besluttede Absalon i 1165 at reformere klostret. Han indkaldte derfor kannikken Vilhelm fra Genovevas Kloster i Paris, hvor Absalon tidligere havde studeret, og indsatte ham som abbed for Eskilsø Kloster. De gamle kannikker på Eskilsø kom dårligt overens med abbed Vilhelm, fordi han førte streng klosterdisciplin og hurtigt forlangte at alle fulgte et asketisk og vegetarisk levned. De nye kannikker, som Vilhelm havde bragt med sig fra Frankrig, kunne ikke finde sig til rette i det kolde klima og det lille klosters trange kår, og de drog snart tilbage. Vilhelm selv ønskede også selv at vende tilbage, men blev til sidst enig med Absalon om, at Eskilsø var uegnet til klosterdrift, og derfor flyttedes klostret i 1175 til Æbelholt i Tjæreby Sogn nær Hillerød.
Efter flytningen beholdt Æbelholt Kloster de gamle klosterbygninger på Eskilsø som ladegård, og helt frem til kort før Reformationen var det en kannik fra Eskilsø som fungerede som præst i Jyllinge. I 1560 overgik Eskilsø til herregården Selsø.

## Klosterruinen
Man kan stadig se ruinen af den lille klosterkirke højt placeret på den nordlige del af øen. Kirken var en cirka 24 meter lang og 7 meter bred bygning med omtrent 1 meter tykke mure, opført af kampesten og frådsten i romansk stil. Kirken bestod af tre rum; en forhal, muligvis med tårn, et kirkeskib, samt et kor med afrundet apsis. Ifølge en beretning stod kirkens hvælvinger frem til 1803.
I 1809 blev kirkeruinen fredet inklusiv marken omkring i en afstand på 3 alen. I 1990 viste en større udgravning syd og øst for klosterkirken spor efter flere af klosterets bygninger, herunder en kampestensat kælder, et ildsted, samt flere stolpehuller, og siden er et større område omkring fundene friholdt fra græsning og dyrkning. Mellem 1998 og 2000 foregik et restaureringsarbejde, for at sikre ruinens bevarelse.